# Beijing BJ60
Beijing BJ60 — выпускаемый с 2022 года внедорожник китайской компании BAIC Motor.

## История
Представлен в 2022 году на Пекинском автосалоне, в линейке занимает место между моделями BJ40 и BJ80.
Продажи на домашнем рынке Китая начаты в конце ноября 2022 года, в четырёх комплектациях диапазон цен от 239 800 до 285 800 юаней, по цене немного дороже Haval H9, который является его основным конкурентом.
В России в январе 2025 года начата сборка на «Автоторе», начало продаж ожидается в начале 2025 года.

## Описание
Модель имеет традиционный дизайн, без явных заимствований, хотя модель обычно сравнивают с Toyota Land Cruiser Prado.
Построен на рамном шасси. Подвеска всех колёс независимая: передняя выполнена по двухрычажной схеме, задняя — пятирычажная.
Привод — полный, с понижающей передачей, три блокировки: два дифференциала — межколесные передние и задние, а также центральная — жёсткое подключение передней оси. Дорожный просвет — 215 мм, однако, реально меньше — крепления рычагов задней подвески расположены низко.
Силовая установка — «мягкий гибрид» — 2,0-литровый бензиновый турбомотор 4K31TD мощностью 267 л. с. и крутящим моментом в 406 H·м, дополненные 48-вольтовым стартер-генератором, с 8-ступенчатыым «автоматом». На электричестве запас хода около 100 километров, с полной заправкой двух бензобаков (стандартный 85 литров и дополнительный 35 литров) запас хода — 1000 км.

## Галерея

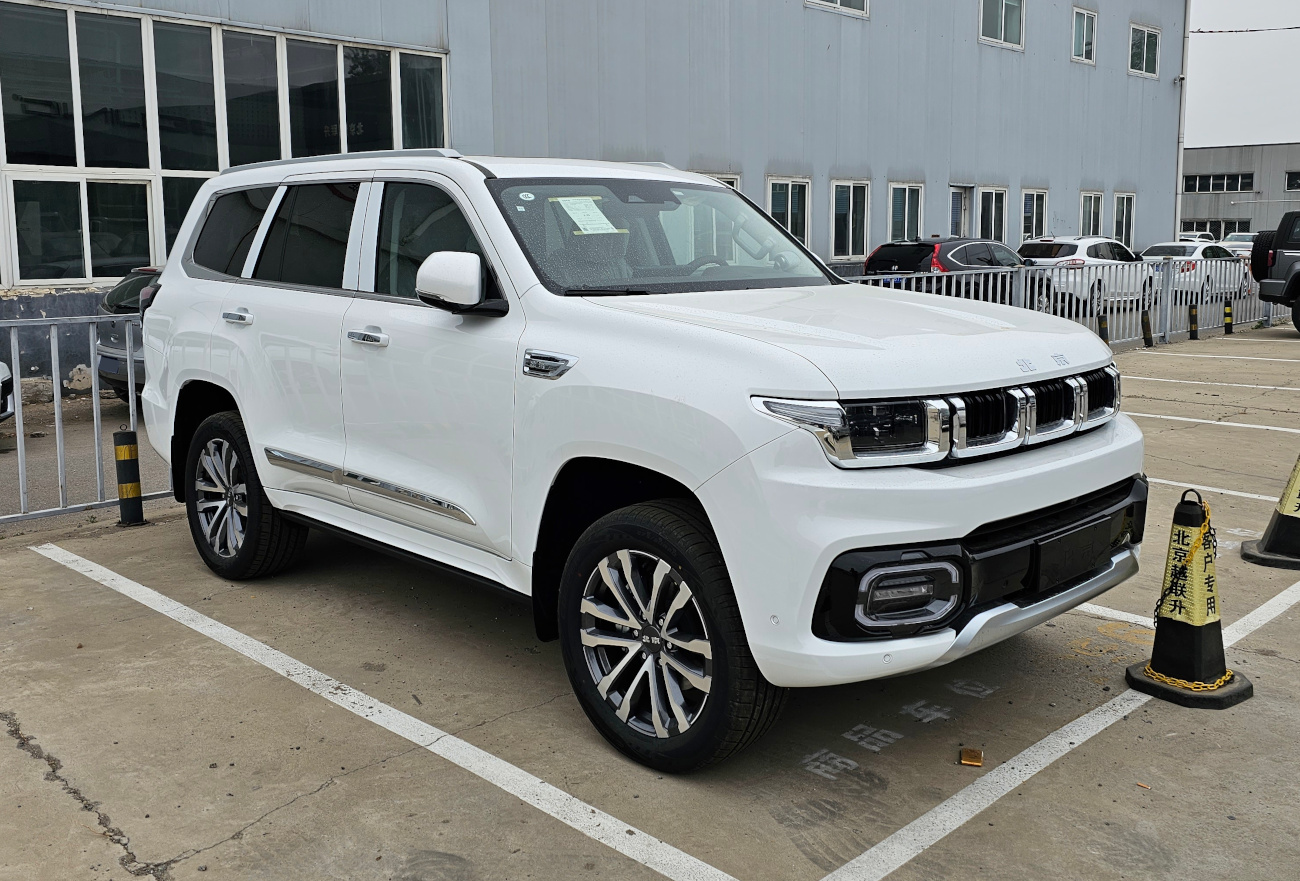
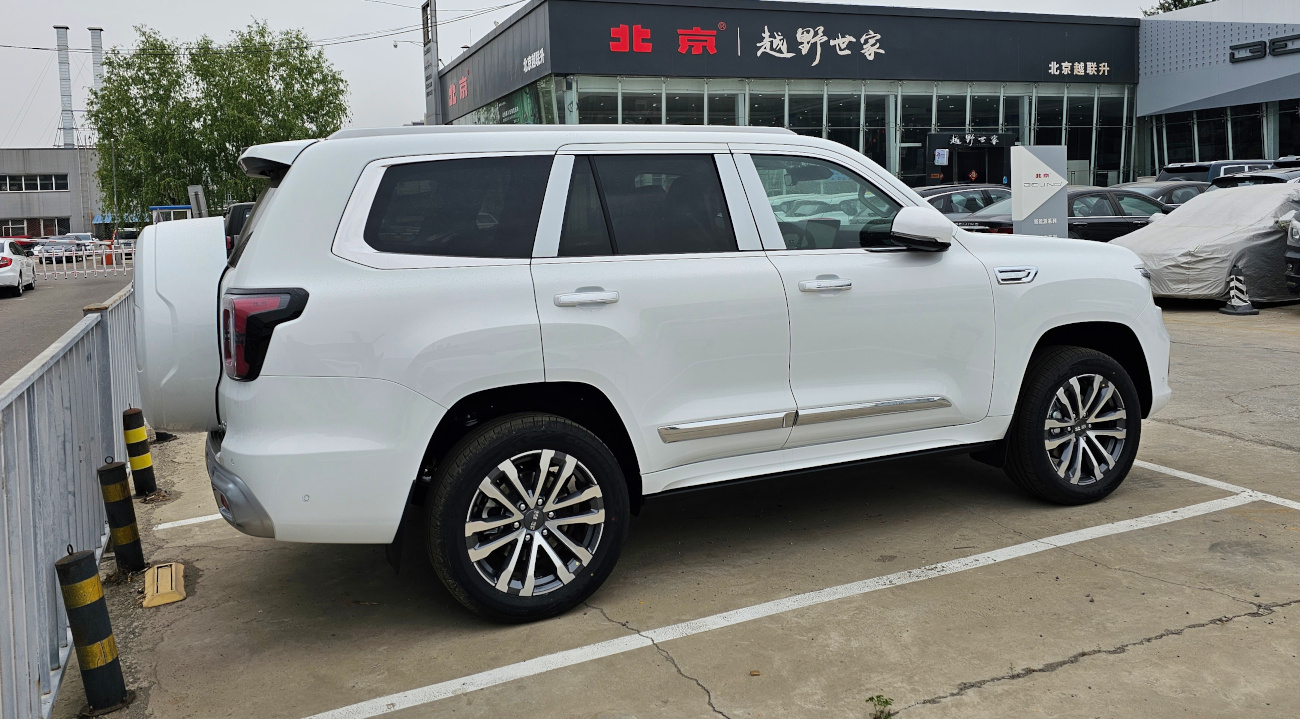
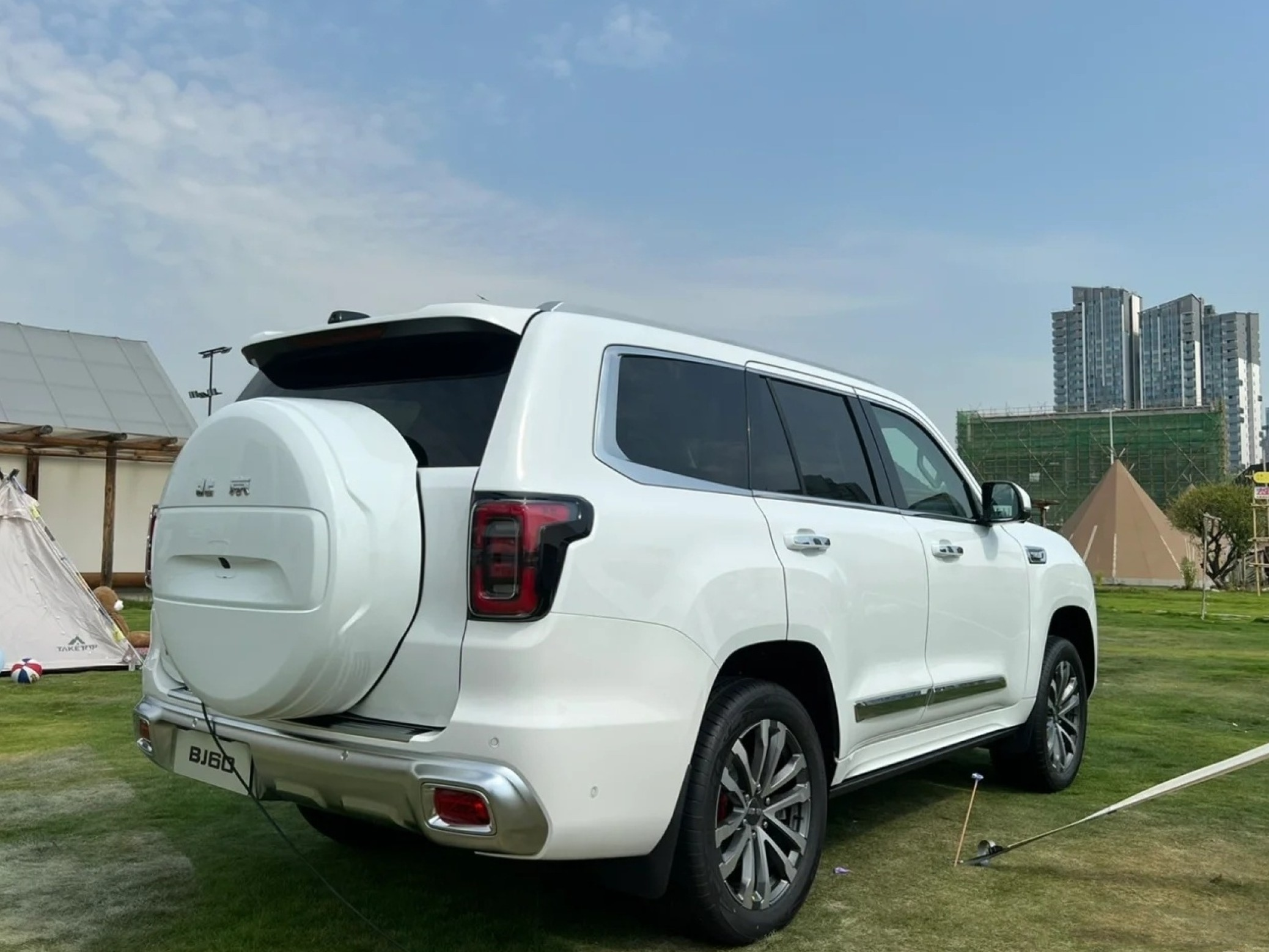
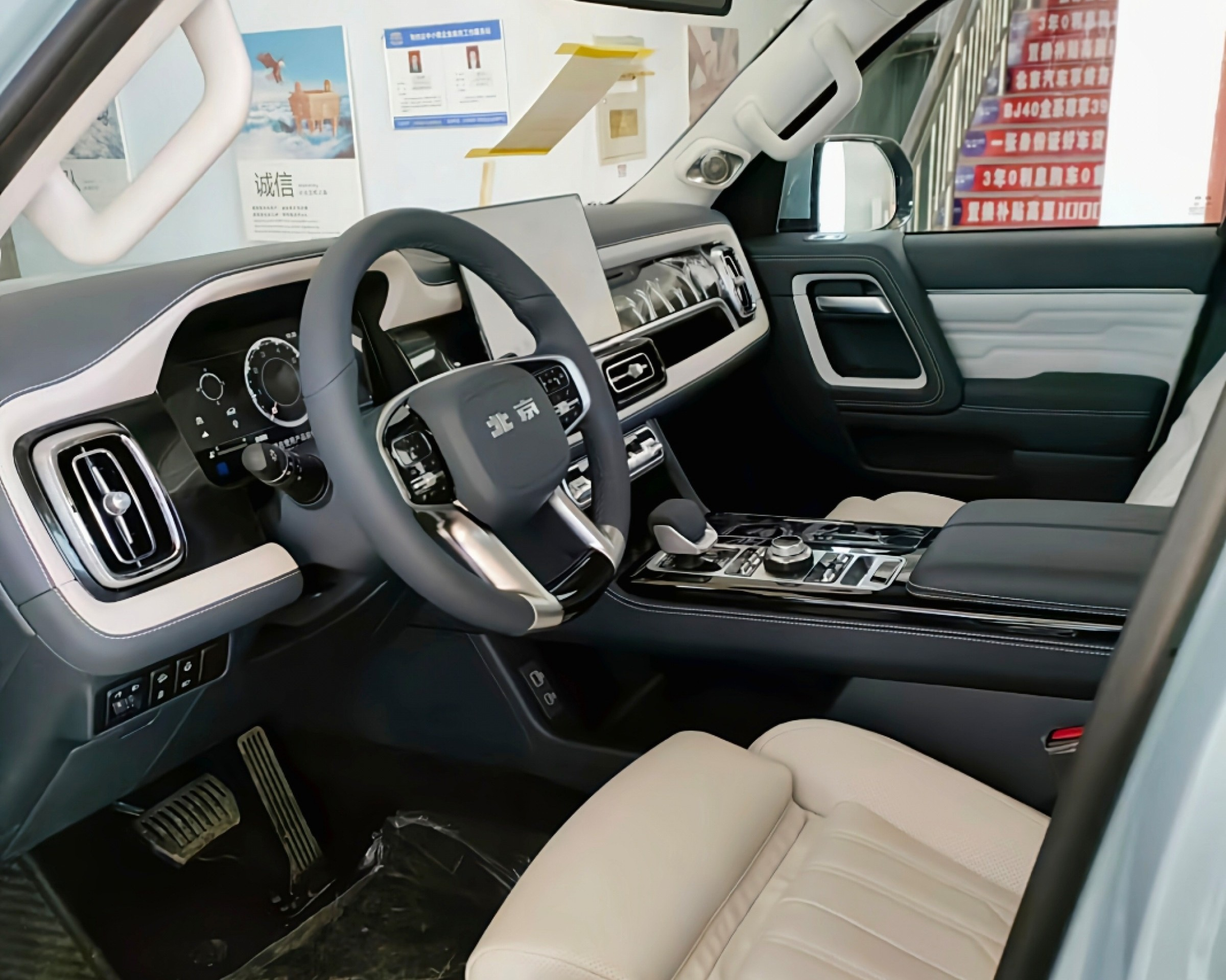